# Список серий мультсериала «Чудеса на виражах»
Здесь представлен список серий диснеевского мультсериала «Чудеса на виражах», выпущенного в 1990 году. Весь мультсериал состоит из 65 серий. В мультсериале присутствует пилотная серия, однако, как таковой заключительной серии нет.
| Сезон | Сезон | Кол-во эпизодов | Премьера в США  | Премьера в США  | Премьера в России | Премьера в России |
| Сезон | Сезон | Кол-во эпизодов | Премьера        | Финал           | Премьера          | Финал             |
| ----- | ----- | --------------- | --------------- | --------------- | ----------------- | ----------------- |
|       | 1     | 26              | 7 сентября 1990 | 16 октября 1990 | 1 января 1992     | 21 июня 1992      |
|       | 2     | 39              | 18 октября 1990 | 8 августа 1991  | 25 июня 2003      | 24 марта 2004     |

## Список серий

### Первый сезон (26 серий в 1992 году)
| № | Русское название                    | Оригинальное название                     | Дата премьеры и России                              |
| --- | ----------------------------------- | ----------------------------------------- | --------------------------------------------------- |
| 1 | Грабёж и молнии, часть 1            | Plunder and Lightning. Part 1             | 7 сентября 1990 года 1 января 1992 года (Россия)    |
| Воздушные пираты под предводительством Дона Карнажа похищают у одного из лётчиков крупного бизнесмена Шер Хана ларец с драгоценностью. Чуть позже, юный пират Кит Ветрогон отбивает ларец и сбегает с корабля пиратов «Железный гриф». На попутном самолёте он попадает в бар «У Луи», где знакомится с лётчиком-асом Балу. Выследив Кита, пираты устраивают за ним погоню, но Кит успевает спрятать ларец в баре и зацепиться за улетающий самолёт Балу, который он называет «Нырок». Оторвавшись от пиратов, новоиспечённые друзья прилетают в город Кейп-Сюзет. Поскольку Балу задолжал за свой самолёт три тысячи долларов, им приходится устроиться на работу по развозу страусов. По пути на них снова нападают пираты и Кита берут в плен. Натравив страусов на Карнажа, Балу вызволяет Кита из беды, за что тот обещает поделиться своими сокровищами для выкупа «Нырка». |                                     |                                           |                                                     |
| |                                     |                                           |                                                     |
| 2 | Грабёж и молнии, часть 2            | Plunder and Lightning. Part 2             | 7 сентября 1990 года 5 января 1992 года (Россия)    |
| Балу не успевает вовремя оплатить долги, и его лётная компания вместе с «Нырком» достаётся молодой бизнес-леди Ребекке Каннингем. Ему, Киту, а также давнему другу Балу, механику Баламуту, приходится временно устроиться к ней на работу в новую компанию «Заплати и Лети». Во время рабочего рейса Балу и Кит залетают к Луи за спрятанным ларцом. Вместе с ними летит и пробравшаяся на «Нырок» дочь Ребекки — Молли. Луи говорит, что странный красный кристалл из ларца фальшивка, но друзья всё равно решают выпросить денег у Шер Хана за его возвращение. Им вновь приходится спасаться от пиратов, при этом серьёзно повредив самолёт и потеряв весь груз. Но за спасение дочери, Ребекка их не увольняет. Утром друзья прячут камень в кукле Молли, а сами направляются к Шер Хану. Договорившись с ним о вознаграждении в сто тысяч долларов, Балу и Кит идут домой за камнем, но обнаруживают, что Ребекку и Молли похитили пираты. |                                     |                                           |                                                     |
| |                                     |                                           |                                                     |
| 3 | Грабёж и молнии, часть 3            | Plunder and Lightning. Part 3             | 7 сентября 1990 года 12 января 1992 года (Россия)   |
| Балу и Кит летят на вулканический остров в логово пиратов, чтобы спасти Ребекку и Молли. По пути Кит признаётся, что раньше сам был пиратом, но больше не хочет заниматься грабежами. Добравшись до острова, друзья преодолевают ловушки и находят подруг. Они пытаются выбраться, но не успевают и попадаются пиратам. Выясняется, что камень генерирует огромное количество энергии и нужен пиратам для постройки лучевого оружия и захвата Кейп-Сюзет. Кит, пытаясь помочь друзьям, делает вид, будто он в действительности на стороне пиратов и отдаёт им камень. «Нырку» удаётся оторваться от пиратов при помощи ускорителя, а Кит остаётся на острове. Балу, расстроенный мнимым предательством Кита, выкупает «Нырок» у Ребекки за мешочек золота, прихваченного у пиратов, и улетает на все четыре стороны. |                                     |                                           |                                                     |
| |                                     |                                           |                                                     |
| 4 | Грабёж и молнии, часть 4            | Plunder and Lightning. Part 4             | 7 сентября 1990 года 19 января 1992 года (Россия)   |
| Воздушные пираты начинают бомбить Кейп-Сюзет при помощи своего лучевого оружия — электрического разрядника. Кит пытается им помешать, выхватив кристалл из устройства. Заперевшись в отсеке, он посылает сигнал бедствия. Когда Балу его слышит, то понимает, что Кит вовсе не предатель и летит к нему на помощь. Схватив Кита, пираты выбрасывают его за борт, но Балу, используя ускоритель, вовремя его ловит. Прилетев домой, друзья решают остановить пиратов. По предложению Ребекки, «Нырок» обтягивают резиновыми шинами для защиты от электричества. План срабатывает, и в последний момент «Нырок» идёт на таран, уничтожая разрядник и заставляя пиратов отступить. Ребекка за свои деньги восстанавливает почти полностью разбитый «Нырок» и Балу ничего не остаётся, как вновь пойти работать в её компанию. |                                     |                                           |                                                     |
| |                                     |                                           |                                                     |
| 5 | Лёд и больше ничего                 | I Only Have Ice for You                   | 14 сентября 1990 года 26 января 1992 года (Россия)  |
| «Нырок» захватывают пираты, надеясь получить рубины, но Балу обводит их вокруг пальца, спрятав драгоценности в клубничном джеме, и улетает. Ему срочно приходится приземляться вопреки запрету диспетчера, за что его лишают лётных прав на целую неделю. Временно за штурвал садится Ребекка, обучаясь по лётному справочнику с сомнительным содержимым. Им необходимо доставить огромный айсберг в пустыню. По пути Ребекка несколько раз чуть не разбивает «Нырок», следуя своей книге и не слушая советы Балу. В итоге их берут в плен пираты, думая, что теперь в айсберге спрятаны алмазы. Ребекка признаёт, что её справочник бесполезен и просит Балу о помощи. Друзья сбегают и, добравшись до «Нырка», улетают, а пираты к тому времени полностью измельчают айсберг и ничего не находят. Сажать самолёт приходится Ребекке, но благодаря указаниям Балу, посадка прошла благополучно, а остатки от айсберга падают из дирижабля пиратов точно в назначенное место. |                                     |                                           |                                                     |
| |                                     |                                           |                                                     |
| 6 | Просто у Вас глупый вид, часть 1    | A Bad Reflection on You, part 1           | 1 октября 1990 года 2 февраля 1992 года (Россия)    |
| Балу и Кит возвращаются из долгого и опасного задания по спасению коалы, за что попадают в газеты. Чуть позже о Балу вновь пишет пресса, когда он (а точнее Кит) спасает ребёнка. В это же время на одном из секретных лётных маршрутов Шер Хана начинают бесследно исчезать самолёты. Пытаясь разобраться, в чём дело, он хочет послать туда наивного лётчика, якобы для доставки ценной картины, который разведает обстановку. Воспользовавшись нахлынувшей славой Балу, Шер Хан поручает задание ему, при этом наградив золотым кубком, как лучшего лётчика. Балу после этого становится слишком самоуверенным и, несмотря на все предупреждения друзей, попадает в ту же западню, что и другие пилоты. |                                     |                                           |                                                     |
| |                                     |                                           |                                                     |
| 7 | Просто у Вас глупый вид, часть 2    | A Bad Reflection on You, part 2           | 2 октября 1990 года 9 февраля 1992 года (Россия)    |
| Балу удаётся выяснить причину исчезновения самолётов. Во всём виноваты гигантские зеркала, поставленные пиратами между скалами. Из-за них перевернулся и «Нырок». Кроме того, в грузе вместо картины оказывается радиопередатчик, по сигналу которого скоро на место прибудет эсминец Хана. Пираты сажают друзей в клетку к остальным пропавшим пилотам, а сами расставляют мины на пути эсминца. Кит, выбравшись через иллюминатор, освобождает пилотов. Балу после всего случившегося теряет веру в себя и считает себя неудачником. Но Кит всё равно верит в него, и Балу с новыми силами взлетает на перевёрнутом «Нырке». Сбросив свой кубок на мины, Балу предупреждает эсминец об опасности. Благодаря Киту, «Нырок» ловко пролетает между зеркалами, чего не удаётся сделать самолётам пиратов. Эсминец уничтожает зеркала и заставляет пиратов отступить. Вернувшись, Шер Хан щедро вознаграждает Балу и даёт по его просьбе новый кубок, на этот раз уже для Кита, как лучшему навигатору. |                                     |                                           |                                                     |
| |                                     |                                           |                                                     |
| 8 | Не всё то золото, что блестит       | A Touch of Glass                          | 5 октября 1990 года 16 февраля 1992 года (Россия)   |
| Увидев новую (и дорогую) рекламу компании «Заплати и лети», к Ребекке приходят богатые супруги Муфик и Буфик Вандершмер. Они просят переправить свои бриллианты в родовое поместье. При этом Ребекка предлагает особый вид страхования — в случае потери бриллиантов «Нырок» достанется им. Во время полёта бриллианты чуть не падают в море, но Балу вовремя их спасает. По пути они залетают к Луи, где неизвестные грабители воруют ожерелье и кошелёк Ребекки, а также одну из деталей «Нырка». Пропажу обнаруживают у Луи и все думают, что он и есть вор. На следующее утро пропадают и бриллианты. Согласно условиям страховки, Муфик и Буфик улетают на «Нырке». Луи удаётся доказать, что они его подставили, найдя пропавшие бриллианты (а точнее обычные стекляшки). Кроме того, наведя справки, выясняется, что супруги на самом деле мошенники. Луи и Ребекка догоняют «Нырок» на другом самолёте и обезвреживают воров. |                                     |                                           |                                                     |
| |                                     |                                           |                                                     |
| 9 | Время не ждёт                       | Time Waits for No Bear                    | 12 сентября 1990 года 23 февраля 1992 года (Россия) |
| Балу опять опаздывает с рейса, умудрившись потерять по дороге ценный груз. Ребекка из-за провала сделки теряет возможность заработать десять тысяч долларов. Для следующего задания (проведения экскурсии) она расписывает для Балу каждое действие по минутам, грозясь его уволить в случае невыполнения. Но искомый груз, похищенная из музея в Крангипуре старинная корона, неожиданно находится. По такому случаю Балу поручает Баламуту провести экскурсию за него, а сам идёт с Китом завершить сделку с клиентами. Но клиенты на самом деле оказываются гангстерами под предводительством торговца Мо. Получив деньги, друзья убегают от них с короной. После погони на воде, бандиты их ловят у дома, но в тот же момент, ориентируясь по графику, Баламут завершает экскурсию и сбивает лодку гангстеров «Нырком». Полиция ловит преступников, а Балу передаёт Ребекке вознаграждение за их поимку, при этом сделав вид, что экскурсию провёл именно он. |                                     |                                           |                                                     |
| |                                     |                                           |                                                     |
| 10 | Пираты и морское чудище             | It Came From Beneath the Sea Duck         | 11 сентября 1990 года 1 марта 1992 года (Россия)    |
| Кит вызывается присмотреть за Молли, пока Балу и Ребекка ходят по магазинам. Однако непоседливая девочка уходит из-под надзора Кита, чуть не попав в беду, из-за чего Ребекка выходит из себя и прогоняет Кита. Тем временем пираты пробираются в бухту Кейп-Сюзет на подводной лодке, порвав защитную сетку от акул, и случайно запустив в бухту гигантского осьминога. Чудище, привлечённое едой, проникает в квартиру Ребекки. Оно сталкивает Кита и Молли с обрыва, но их ловит подоспевший Балу. Осьминог цепляется за «Нырок», пытаясь съесть пломбир Молли. Подсыпав в пломбир жгучий перец, Кит сбрасывает чудище с «Нырка» прямиком на самолёт пиратов, которые вернулись из бухты ни с чем. Ребекка извиняется перед Китом и разрешает ему дальше присматривать за Молли. |                                     |                                           |                                                     |
| |                                     |                                           |                                                     |
| 11 | Чем они больше, тем сильнее хрюкают | The Bigger They Are, the Louder They Oink | 8 октября 1990 года 8 марта 1992 года (Россия)      |
| У Ребекки возникает новая идея для заработка — поиск трюфелей при помощи специально обученного хряка. Она тратит последние деньги на жирного борова, пожирающего всё подряд, вместо того, чтобы заменить повреждённый по её же вине поплавок для «Нырка». Во время полёта в джунгли за трюфелями, поплавок отваливается, и Балу приходится срочно совершать посадку. Приземлившись, друзья хитростью пробираются через охрану и начинают искать грибы. Долгие поиски ни к чему не приводят. Кроме того им приходится спасаться от свирепого льва. Убегая, хряк притаскивает Ребекку прямиком к трюфелям, но её схватывают дикари-пигмеи, намереваясь съесть. Подоспевшие Балу и Кит прикидываются дикарями, спасают Ребекку с хряком и со всех ног бегут к самолёту(а временным отвлечением внимания — аххилесовый код для хряка). Временно заменив оторванный поплавок боровом, они улетают домой, а Ребекка признаёт, что её затея была глупой. |                                     |                                           |                                                     |
| |                                     |                                           |                                                     |
| 12 | Надбавка за заправку                | For a Fuel Dollars More                   | 28 сентября 1990 года 15 марта 1992 года (Россия)   |
| Ребекка придумывает очередную нестандартную идею для заработка. На этот раз она предлагает заправлять самолёты прямо в воздухе. Идея оказывается удачной, однако Балу и Кит ненароком отбивают всех клиентов у Луи. Став конкурентами, бывшие друзья всячески пытаются друг друга обогнать. Конкуренция превращается в настоящую войну, при этом Балу с Луи не брезгуют различными пакостями по отношению друг к другу. Но после того, как они в порыве злости чуть не разбиваются, решают прекратить вражду. По плану, Балу устанавливает взрывчатку на свою заправку, чтобы из-за взрыва её прикрыли. Но в этот момент на заправку прилетает Ребекка с инспектором. Балу по-быстрому обслуживает их, чтобы они поскорее улетели, но сам не успевает покинуть заправку до взрыва, из-за чего попадает в больницу. Но, несмотря на это, его план срабатывает, и заправки в воздухе запрещают(и при этом никого не убив по обещанию инспектора). |                                     |                                           |                                                     |
| |                                     |                                           |                                                     |
| 13 | Кому дороже идол?                   | The Idol Rich                             | 20 сентября 1990 года 22 марта 1992 года (Россия)   |
| Балу с Китом отправляются на поиски драгоценного идола-истукана, чтобы получить награду в тринадцать миллионов торбитов и выкупить «Нырок» у Ребекки. У них появляется множество конкурентов, в том числе и полковник Спигот из Тембрии. Балу и Кит находят идол первыми, но тембрийцы отбирают сокровище, а друзья едва уносят ноги из западни. Выбравшись, Балу пытается вернуть идол силой, но ничего не добившись, решает применить хитрость. Для начала он внушает Спиготу, что идол проклят, но тот не верит. Когда тембрийцы летят домой, друзья пробираются на их самолёт и при помощи различных трюков заставляют полковника поверить в проклятье. От страха он сам выкидывает идол за борт, где его и ловит Кит. Друзья получают вознаграждение, но им приходится отдать все деньги Луи, чтобы погасить долги за угощения. |                                     |                                           |                                                     |
| |                                     |                                           |                                                     |
| 14 | Кто заменит робота?                 | From Here to Machinery                    | 10 сентября 1990 года 29 марта 1992 года (Россия)   |
| Самоуверенный профессор Финт изобретает пилота-робота, чтобы впоследствии полностью заменить ими настоящих лётчиков. После его успешного теста на «Нырке», Балу, пытаясь доказать, что живые пилоты лучше, соглашается на соревнование с роботом по доставке груза. Но, не выдержав долгого перелёта, он засыпает по дороге, и в итоге проигрывает. После этого Шер Хан делает большой заказ на изобретение Финта, а лётчики остаются без работы. Во время одного из рейсов Шер Хана под управлением робота, на его самолёт нападают пираты. Робот не рассчитан на изменение курса, поэтому для пиратов это лёгкая нажива. Но в последний момент на самолёт пробирается Балу. Он вырубает робота и, приняв управление на себя, уходит от пиратов. После этого производство роботов прекращается, а лётчики возвращаются на работу. |                                     |                                           |                                                     |
| |                                     |                                           |                                                     |
| 15 | Трудно быть мамой                   | Mommy for a Day                           | 13 сентября 1990 года 5 апреля 1992 года (Россия)   |
| Молли очень хочет провести время с мамой, у которой совсем нет времени на дочь. Поэтому Ребекка берёт её с собой на работу. Все в компании заняты грузом охотника МакНи, в котором находится якобы опасный зверь Янкар. В действительности зверёк не представляет никакой опасности, однако умеет увеличиваться в размерах, если намокнет. Незаметно выбравшись из ящика, он быстро становится приятной компанией для скучающей Молли, которого она называет Генри и «усыновляет». Она пытается кому-нибудь его показать, но все слишком заняты работой. Когда обнаруживается, что существо сбежало, Балу и Кит, вспомнив странного зверька в руках Молли, бегут к ней. К тому времени Генри успевает намокнуть и стать гигантом. Разнеся квартиру Ребекки, он устремляется на свободу в долину Янкаров к своей маме, захватив на себе Молли и Кита. Балу и Ребекка летят за ними, как и охотник, желающий поймать Янкара и разбогатеть. Догнав детей, Ребекка затаскивает их в самолёт. Прилетев на место, Генри воссоединяется с семьёй, а охотника передают полиции, сделав вид, что он свихнулся. Ребекка решает посвятить весь следующий день только Молли. |                                     |                                           |                                                     |
| |                                     |                                           |                                                     |
| 16 | Шпион познаётся в беде              | A Spy in the Ointment                     | 9 октября 1990 года 12 апреля 1992 года (Россия)    |
| В контору приходит кролик Джек, якобы являющийся правительственным суперагентом. Ему необходимо отвезти ценный груз Верховному маршалу Тембрии. Ребекка, сразу поверив его словам, соглашается помочь, чего не скажешь о Балу. На границе Тембрии «Нырок» захватывают пограничники, а Джек спрыгивает с самолёта. Балу и Ребекка попадают в тюрьму, из которой вскоре выбираются. Вновь встретившись с Джеком, тот просит о помощи. Замаскировавшись под цыган, они подменяют нужные коробки, но как выясняется неудачно. Тут Джек и признаётся, что на самом деле он обычный почтальон, и пытался вернуть маршалу перепутанную посылку. Воспользовавшись праздничным парадом, «Нырок» улетает из Тембрии, а Джека, в отчаянии пытающегося доставить свою посылку, принимают за настоящего шпиона и арестовывают. Ребекке за такую наивность приходится извиниться перед Балу. |                                     |                                           |                                                     |
| |                                     |                                           |                                                     |
| 17 | Суета из-за кита                    | All’s Whale That Ends Whale               | 26 сентября 1990 года 19 апреля 1992 года (Россия)  |
| Балу и Кит почти накопили достаточно денег для выкупа «Нырка». На рыбалке они встречаются с китёнком по кличке Димпл. Выясняется, что он сбежал из аквапарка дрессировщика Сеймура. Друзья помогают вернуть кита и получают щедрое вознаграждение. Но видя, в каких условиях Сеймур держит своих животных, Балу и Кит пытаются прикрыть его аквапарк. Они вызывают инспектора из АПЧОРИЖ для проверки, но все нарушения ловко скрывают сообщники Сеймура. Попытки выкупить китёнка приводят лишь к тому, что друзья чуть не гибнут в аквариуме с акулами, но их спасает Димпл. В благодарность Балу решает пожертвовать накопленные деньги на снаряжение по перевозке китов. Во время одного из представлений друзья похищают кита, чтобы вернуть на волю. Сеймур бросается в погоню, вооружившись запрещённым гарпуном. «Нырок» пролетает возле балкона инспектора, и он вызывает полицию. Сеймур догоняет Балу и Кита, но в этот момент его арестовывают, а китёнок уплывает в океан. |                                     |                                           |                                                     |
| |                                     |                                           |                                                     |
| 18 | Еле-еле душа в теле                 | Bearly Alive                              | 24 сентября 1990 года 26 апреля 1992 года (Россия)  |
| Ребекка направляет Балу на медосмотр и, получив от весьма странного доктора неутешительное сообщение, по ошибке думает, что Балу скоро умрёт. Выполняя последнее желание Балу, она позволяет ему слетать на «Нырке» в «Бермедский трапецоид», откуда не вернулся ни один лётчик. Чуть позже выясняется, что история с болезнью Балу лишь недоразумение, а речь шла о гироскопе, случайно сломанном Китом. Но к тому времени «Нырок» исчезает из радиоэфира и падает. Очнувшись, Балу выясняет, что Трапецоид на самом деле ловушка неудачливого авиаконструктора Говарда, в которой он магнитом притягивал самолёты для постройки своего гигантского аэроплана «Титановый индюк». В отчаянии друзья летят вслед за Балу. Добравшись до места, их схватывают подручные авиатора и кидают в тюрьму к Балу и остальным пропавшим лётчикам. Во время побега возникает другое недоразумение — теперь Балу думает, что и Ребекка умирает. Хитростью друзья захватывают «Индюка» и улетают, преодолев притяжение магнита. Когда герои возвращаются домой, все недоразумения разрешаются, а конструктора передают в полицию.                                             |                                     |                                           |                                                     |
| |                                     |                                           |                                                     |
| 19 | Медведь на бреющем полёте           | On a Wing and a Bear                      | 3 октября 1990 года 3 мая 1992 года (Россия)        |
| У Балу истекает срок действия лётных прав. Чтобы их продлить, он пытается вновь сдать экзамен мистеру Трогмартону, с которым постоянно теряет уверенность в себе. Провалив экзамен, Балу пробует устроиться на другую работу, но всякий раз, натыкаясь на Трогмартона или его внучку, его увольняют. Помимо того, что лётчик Ребекки лишился прав, у неё возникают проблемы с повышением цен на топливо. Она идёт к Хану, чтобы потребовать снизить цены, но он лишь ссылается на пиратов, похищающих танкеры с топливом. Чтобы хоть как-то поправить дела, Ребекка вместе с друзьями собирается у Луи, чтобы подбодрить Балу и вернуть уверенность в себе. После нескольких воспоминаний о прежних лётных подвигах, Балу вновь идёт к Трогмартону на экзамен. Во время полёта из-за нехватки топлива им приходится приземлиться на необитаемый остров, где базируются пираты. Выясняется, что пираты и Хан на самом деле заодно. Выкрав бочку топлива, Балу улетает от пиратов, при этом показав своему экзаменатору высший пилотаж. Ему продлевают лётные права, а Ханом и пиратами занимается полиция.                                                        |                                     |                                           |                                                     |
| |                                     |                                           |                                                     |
| 20 | Мечты, где ваша сладость?           | Her Chance to Dream                       | 25 сентября 1990 года 10 мая 1992 года (Россия)     |
| Балу и Луи, веселясь в трактире, проваливаются на нижние палубы корабля, из которого и построен весь бар. Там они случайно пробуждают духа, в результате чего все посетители бегут прочь. Балу и Луи в ужасе прилетают домой, и рассказывают Ребекке о призраке. Не поверив, она летит вместе с ними обратно на остров. Ничего не увидев и уже собравшись улетать, Ребекка встречается с таинственным капитаном Стэнсбери и сразу же в него влюбляется. «Нырок» же мистическим образом выходит из строя. В то время, как Ребекка уходит с капитаном на свидание, Балу и Луи пытаются разобраться с призраком. Найдя старый судовой журнал, до них доходит, что новый друг Ребекки — это и есть призрак. Капитан возвращается с Ребеккой в бар, и с помощью своей магической силы поднимает весь корабль в поднебесье. Балу и Луи также попадают на летящее судно. Найдя в каюте капитана книгу с морскими заклинаниями, и убедив Ребекку вернуться домой к Молли, друзья останавливают призрака. Бар полностью восстанавливает свой прежний вид, а капитан улетает вместе с кораблём в мир духов.                                                                |                                     |                                           |                                                     |
| |                                     |                                           |                                                     |
| 21 | Молли в неволе                      | Molly Coddled                             | 17 сентября 1990 года 17 мая 1992 года (Россия)     |
| Авантюрист Ковингтон, уходя от сообщников, прячет ценную статуэтку в «Нырке». Утром её находит Молли, и, принимая за новую куклу, никак не желает с ней расставаться. Тогда Ковингтон делает вид, что влюбился в Ребекку, и во время свиданий всячески пытается забрать статуэтку у её дочери. Пойдя на хитрость, он остаётся с Молли один на один, но та сбегает и прячет статуэтку в укромном месте. Ковингтона ловят сообщники, и он предлагает инсценировать похищение. Под видом «невинной овечки» он должен передать статуэтку в обмен на Молли. Однако во время обмена ему в очередной раз удаётся всех обмануть. С помощью статуэтки, Ковингтон открывает пещеру и находит то, что искал — королевский рубин. Но его забирает сбежавшая из плена Молли и, пойдя на хитрость, разоблачает мошенника в глазах Ребекки. Ковингтона ловят конкуренты, а рубин падает в кислоту. |                                     |                                           |                                                     |
| |                                     |                                           |                                                     |
| 22 | И звёзды меркнут                    | A Star is Torn                            | 4 октября 1990 года 24 мая 1992 года (Россия)       |
| Балу и Ребекка решают стать ближе друг к другу, чем раньше. Гуляя по ночному Кейп-Сюзету, они натыкаются на съёмочную площадку, где Балу спасает актрису Кисулю Кабудл от несчастного случая. За спасение, она приглашает его выполнить каскадёрский трюк в своём фильме. Приехав на студию, Ребекка замечает, что на съёмочной площадке один за другим происходят несчастные случаи. Опасаясь, что и с Балу может приключиться беда, она пытается ему всё рассказать, но Балу и слушать её не желает, потому что сильно очарован Кисулей. Проведя своё собственное расследование и прокараулив у каскадёрского самолёта всю ночь, Ребекка ловит саботажника. Им оказывается сама Кисуля, решившая таким образом поднять рейтинги для своего фильма. Ребекка вновь пытается предупредить Балу, но ничего не добившись, сама садится в повреждённый Кисулей самолёт. Балу летит к ней на помощь, и, извинившись за то, что её не слушал, вовремя спасает свою подругу. Кисулю арестовывают, а Балу и Ребекка снова становятся друзьями. |                                     |                                           |                                                     |
| |                                     |                                           |                                                     |
| 23 | Тембрийская награда                 | The Golden Sprocket of Friendship         | 27 сентября 1990 года 31 мая 1992 года (Россия)     |
| В Кейп-Сюзете проводится ежегодный фестиваль дружбы. Балу и Кит решают там подзаработать на торговле хот-догами, но прежде им необходимо по поручению Ребекки доставить пианино. На фестиваль также прилетают тембрийцы, чтобы вручить мэру Кейп-Сюзета «Золотую шестерёнку дружбы». На дорогую вещицу сразу положил глаз торговец Мо и, переодевшись с сообщниками в те же костюмы, что и у Балу с Китом, пытается ей завладеть. Не справившись с пианино, друзья просят о помощи давнего друга, подчинённого Спигота сержанта Дандера. Вместе доставив пианино, они сталкиваются с бандитами и после некоторых путаниц в своём составе(один из сообщников Мо попал у героев, а у к Мо — Дандер), злодеям удаётся похитить шестерёнку. Пока Спигот нелепо отвлекает публику, друзья устраивают погоню за бандитами и отбирают награду. Тембрийцы дарят мэру шестерёнку, а Балу с Китом снова приходится заняться пианино, которое из-за Ребекки было доставлено не по тому адресу. |                                     |                                           |                                                     |
| |                                     |                                           |                                                     |
| 24 | Война врунов                        | War of the Wierds                         | 13 ноября 1990 года 7 июня 1992 года (Россия)       |
| Балу хочет уйти в заслуженный двухнедельный отпуск, но Ребекка не отпускает. Тогда он придумывает ловкий план, как её обмануть. Он выдаёт Баламута за учёного-специалиста по ракетам, который якобы хочет отправить Балу с Китом на Марс. Ребекка, делая вид, что поверила, соглашается на этот полёт. В скафандрах под взрывы фейерверков, Балу и Кит улетают на рыбалку на своё любимое озеро. Ребекка же по рации всячески им мешает, заставляя сообщать обо всех новостях с Марса. Балу, чтобы от неё избавиться, делает вид, будто на них напали марсиане. Этот разговор перехватывает полковник Грог, поверив, что это всё правда. Боясь тюрьмы за ложное сообщение о вторжении(или кое что ужасней), Ребекке и Баламуту опять приходится врать. Приехав на озеро, друзьям приходится разыграть настоящий спектакль. Убедив Грога, что там действительно есть марсиане, он зовёт подкрепление. Чтобы избавиться от армии военных, Балу и Ребекка притворяются семьёй, приехавшей на пикник. Полковника за очередную ложную тревогу разжаловали, а Ребекка даёт-таки Балу и Киту отдых на один день.                                                        |                                     |                                           |                                                     |
| |                                     |                                           |                                                     |
| 25 | Легендарный авиатор Джексон         | Whistlestop Jackson, Legend               | 22 октября 1990 года 14 июня 1992 года (Россия)     |
| Для привлечения новых клиентов в компанию, Ребекка приглашает в качестве вице-президента авиатора Джексона, кумира миллионов, в том числе и для Балу. Шер Хан, которому Джексон в молодости перешёл дорогу заключив контракт о поставке грузов в Кропляндию, намеревается устранить старого конкурента физически. Он вступает в сговор с министром финансов Клопляндии, куда Балу должен доставить фейерверк ко дню независимости. Если он не успеет, то контракт Джексона будет расторгнут. После неудачного полёта Джексона на «Нырке» Балу желает доказать, что в компании всё держится на нём и притворяется больным. В итоге Ребекка поручает самому Джексону доставить груз. Боясь, что авиатор разобьётся на непривычном ему «Нырке», Балу летит вслед за ним. На подлёте к Кропляндии лётчики Хана вступают с ними в бой. Джексон и Балу общими усилиями отбивают атаки, и вовремя взрывают фейерверки. Шер Хан же добивается своего, поскольку Джексон по собственному желанию уходит в отставку. |                                     |                                           |                                                     |
| |                                     |                                           |                                                     |
| 26 | Превращения от похищения            | A Baloo Switcheroo                        | 16 октября 1990 года 21 июня 1992 года (Россия)     |
| Искатель приключений, профессор Обоуэнс передаёт Балу и Киту таинственный идол. Во время полёта через грозу, в «Нырок» попадает молния, из-за чего идол активируется и меняет местами их души. Прилетев домой, они скрывают от Ребекки случившееся. Чтобы не раскрыться, Балу идёт на соревнования по акробатике вместо Кита, а Кит в свою очередь на чемпионат лётчиков. В итоге оба проигрывают. Тем временем Дон Карнаж пытается заполучить идола и пробирается в контору. Столкнувшись с Ребеккой, они случайно снова активируют идол и меняются телами(удар током входит в список электрических контактов — источник активации идола). В облике Ребекки, Карнаж всё-таки крадёт идол. Друзьям приходится рассказать настоящей Ребекке всю правду. Вернувшийся профессор говорит, что идол может всё исправить, но только до рассвета, иначе они останутся в чужих телах навсегда. Балу с Китом искусственно вызывают грозу, посыпав соль на облако. Отобрав идол у пиратов, им удаётся вернуть всех в свои шкуры, кроме подручных Карнажа, для которых всё только начинается.                                                                               |                                     |                                           |                                                     |

### Второй сезон (39 серий)
| № | Русское название                | Оригинальное название            | Дата премьеры и России                           |
| --- | ------------------------------- | -------------------------------- | ------------------------------------------------ |
| |                                 |                                  |                                                  |
| 27 | Охотники за сокровищами         | Polly Wants a Treasure           | 18 сентября 1990 года 25 июня 2003 года (Россия) |
| Балу и Кит собирают антиквариат и находят в старом сундуке говорящего попугая по имени Игнат. Птица быстро подружилась с Китом, но с Балу у них возникает взаимная неприязнь. Тем временем, пираты пытаются заполучить попугая. Дело в том, что хозяин передал птице местонахождение зарытых сокровищ. Чтобы помочь Балу вернуть Ребекке долг за потерянный груз, Игнат рассказывает о сокровищах Киту, и они отправляются на поиски. По пути Кита ловят пираты, но Игнату удаётся вырваться и он зовёт на помощь Балу. Вместе вытащив Кита, они уходят от погони. Прилетев в пещеру, о которой говорил Игнат, друзья находят сокровища, но Кит снова попадает в лапы пиратов. Забыв о вражде, Балу и Игнат объединяются и вновь отбивают Кита у пиратов, при этом случайно разрушив пещеру с сокровищами. В итоге Балу всё же удаётся отдать долг благодаря щедрости попугая. |                                 |                                  |                                                  |
| |                                 |                                  |                                                  |
| 28 | Игра слов                       | Vowel Play                       | 19 сентября 1990 года 1 июля 2003 года (Россия)  |
| Ребекка открывает услугу по написанию надписей в небе с помощью цветного дыма. Балу раз за разом делает в словах грамматические ошибки, но заказы продолжают поступать от некоего Хитроу. Детектив Четверг арестовывает Балу, пытаясь выяснить, что это за надписи и выясняется, что заказ делает гангстер, выполняя приказ своего босса Хаймлика. По плану надписи в небе должны послужить тайными знаками для операции по грабежу Кейп-Сюзет. Тем временем дирижабли бандитов уже повисают на Кейп-Сюзет, грозясь его разбомбить, если жители не отдадут бриллианты. Балу принимает последний заказ от Хитроу, который приведёт к бомбардировке города, но детектив подменяет букву в надписи, чтобы отменить операцию. Балу её опять пишет с ошибкой, но вспомнив правила правописания, он её вовремя исправляет, и грабители сдувают свои дирижабли. |                                 |                                  |                                                  |
| |                                 |                                  |                                                  |
| 29 | Буря                            | Stormy Weather                   | 21 сентября 1990 года 8 июля 2003 года (Россия)  |
| После выполнения очередного опасного трюка на воздушном сёрфе, Кита замечает трюкач Дэн Доусон. Он предлагает ему работать в воздушном цирке и выполнять трюки, за которые неплохо заплатят. Балу пытается переубедить Кита, утверждая, что Дэн мошенник и не собирается платить обещанные деньги. Но после серьёзной ссоры между ними, Кит уходит работать в цирк. Вскоре Дэн, который действительно платит Киту гроши, требует выполнение неоправданно рискованных трюков. Балу в это время выясняет, что Дэн на самом деле преступник, из-за которого пострадали несколько трюкачей. Дэн силой заставляет Кита выпрыгнуть из самолёта и пролететь через горящие кольца, но подоспевший Балу вовремя ловит его в воздухе. Подбитого «Нырком» Дэна арестовывает полиция, а Кит снова возвращается к Балу. |                                 |                                  |                                                  |
| |                                 |                                  |                                                  |
| 30 | Балу голубых кровей             | The Balooest of the Blue Bloods  | 15 октября 1990 года 15 июля 2003 (Россия)       |
| Балу узнаёт, что принадлежит богатому роду баронов фон Бруинволдов и является наследником их старинного замка. Он немедленно бросает работу и уезжает в своё новое поместье. Но не всё так гладко. Дворецкий замка Ганс рассказывает, что все предки Балу, предыдущие двенадцать баронов, таинственным образом погибли. Балу является последним тринадцатым. Он сам неоднократно попадает в различные ловушки и, дойдя до отчаяния, просит Ребекку и Баламута защитить его от родового проклятия. Но чуть позже становится ясно, что во всём виноваты Ганс и его супруга Хельга, предки которых убили всех предыдущих баронов(12 барон не принимал участия, но его смерть пришел не из-за покушения), и намереваются убить Балу, чтобы заполучить замок. Злодеи преследуют друзей, закрыв все пути к отходу. Ребекка хитростью заставляет их поверить, что Балу выпал из окна и погиб. Выбравшись из замка, прислуг сдают полиции, но замок у Балу всё равно отбирают за огромные долги предыдущих баронов. В самом конце Балу и Ребекка вспоминают, что забыли Баламута в замке. |                                 |                                  |                                                  |
| |                                 |                                  |                                                  |
| 31 | Всё или ничего                  | Double or Nothing                | 24 октября 1990 года                             |
| Балу случайно разбивает свою любимую музыкальную пластинку, оставшуюся на память об отце. Новая и последняя копия пластинки стоит сто долларов. У Кита есть лишь половина нужной суммы, и Балу обещает её удвоить, а остаток потратить на пластинку. Через своего знакомого, Балу узнаёт о местном дилере. Им оказывается торговец Мо со своими глупыми подручными. Похитив их дорогостоящий товар, Балу его перепродаёт, получив вместо денег то же, что бы получил Мо. Пролетев по разным местам и проделав такой трюк несколько раз, он в итоге зарабатывает десять тысяч долларов. Но гангстеры не хотят упускать свои деньги и следуют за друзьями по пятам. В итоге Мо их ловит и грозится выкинуть в жерло вулкана. Обхитрив бандитов, Балу и Кит тащат мешок с деньгами к «Нырку», но гангстеры его простреливают. Кроме того, Балу приходится отдать большую сумму своему знакомому за спасение от погони. Тем не менее, потеряв почти весь заработок, Балу держит своё слово и отдаёт Киту оставшиеся сто долларов. Кит же их щедро тратит на ту самую ценную пластинку. |                                 |                                  |                                                  |
| |                                 |                                  |                                                  |
| 32 | В воздухе женщины               | Feminine Air                     | 30 октября 1990 года                             |
| Верзила Руки-Крюки из конкурирующей фирмы отбивает у Ребекки всех клиентов. Они не хотят пользоваться её услугами только потому, что она женщина. Решив поставить его на место, Балу хочет записаться на соревнования, в которых Руки-Крюки всегда выходит победителем. Наглый конкурент подкупает аэроклубы, чтобы они отказали спонсировать Балу в гонках. Тогда он решает лететь от имени оставшегося женского аэроклуба и переодевается в образ лётчицы Тэн Маргарет. По стечению обстоятельств Балу полетит на «Нырке» вместе с Ребеккой в качестве штурмана, которая тоже решила доказать, что женщины в небе чего-то стоят. Разгадав все загадки и найдя все контрольные предметы, необходимые для победы, они летят к финишу. Руки-Крюки крадёт коробку с предметами и чуть не разбивает «Нырок», прицепив к нему магниты. На финише он делает вид, будто сам всё нашёл, но Ребекка доказывает обратное с помощью женских вещей, случайно оставленных в коробке. Победа достаётся женщинам, а благодаря воздушным трюкам Тэн, Ребекка догадывается, кем на самом деле является её лётчица. |                                 |                                  |                                                  |
| |                                 |                                  |                                                  |
| 33 | Город за горизонтом             | Last Horizons                    | 1 ноября 1990 года                               |
| Балу, откровенно завидуя чужой славе, решает любыми способами стать героем, и отправляется на поиски таинственной страны Панда-Лы. Несмотря на то, что многие в неё не верят, спустя несколько суток трудного полёта он всё-таки её находит в труднодоступных горах. Панды принимают Балу, как почётного гостя и помогают вернуться домой. Однако оказывается, что панды вовсе не мирные существа, а их город является переносным средством для захвата территорий. Последовав вслед за Балу, они нападают на Кейп-Сюзет. Благодаря продвинутому оружию, такому как термические бомбы, панды быстро расправляются с военной авиацией. Мэр города капитулирует, однако Балу не сдаётся и решает их остановить своими силами. Погрузив на «Нырок» мороженое, он начинает подрывать сооружения панд, при этом оставаясь неуязвимым для термических бомб. Но плена ему избежать не удаётся. Выбравшись благодаря поддержке друзей, Балу рискует жизнью и взрывает всю Панда-Лу их же оружием. За спасение Кейп-Сюзета в честь Балу устраивают парад. |                                 |                                  |                                                  |
| |                                 |                                  |                                                  |
| 34 | Полёт снежного утёнка           | Flight of the Snow Duck          | 5 ноября 1990 года                               |
| Ребекка просит Баламута присмотреть за Молли. Чтобы её развлечь, он читает ей сказку про снежного утёнка, который приходит людям на помощь, когда они попадают в беду. Ещё он рассказывает Молли о снеге, и она загорается желанием его увидеть. Как раз в это время Балу собирается в Тембрию и, пробравшись на «Нырок», Баламут и Молли летят вместе с ним. Прилетев на место, они катаются на санках и лепят снеговика, за что по законам Тембрии их арестовывают и сажают в тюрьму. В то же время, у Балу конфискуют «Нырок» из-за бюрократической ошибки, а его самого отправляют в камеру к друзьям. Пока Балу обдумывает побег, Баламут и Молли, вдохновлённые ранее прочитанной сказкой, строят аэроплан из обычного льда и подручных средств. Им удаётся обхитрить вражеские самолёты и бежать из Тембрии. Выбравшись в тропики, аэроплан тает, но друзей спасает самолёт, перевозящий перекрашенный тембрийцами «Нырок», после чего они улетают домой. |                                 |                                  |                                                  |
| |                                 |                                  |                                                  |
| 35 | Если ты спас тигра              | Save the Tiger                   | 7 ноября 1990 года                               |
| Балу спасает самолёт Шер Хана от авиакатастрофы, и в награду за это получает право попросить у него всё, что пожелает. Взяв пятьдесят тысяч долларов, Балу выкупил «Нырок» у Ребекки, и уходит из компании вместе с Китом. Однако ему этого оказалось мало, и он стал просить у Хана слишком много. За такую дерзость Балу похищают наёмники Хана, чтобы проучить и требуют за его жизнь двести тысяч долларов. Ребекке и Киту приходится распродать все свои вещи, чтобы обналичить нужную сумму. Из-за нехватки денег в отчаянии им приходится продать «Нырок» и даже всю компанию. Передав деньги, друзья вытаскивают Балу из лап похитителей. Он, чувствуя свою вину, возвращается к Шер Хану и просит, чтобы всё было по-прежнему. Согласившись, Хан возвращает ему расписку на «Нырок» и компанию Ребекки. |                                 |                                  |                                                  |
| |                                 |                                  |                                                  |
| 36 | Старик и Утёнок                 | The Old Man and the Sea Duck     | 8 ноября 1990 года                               |
| Во время перелёта через опасное ущелье, Балу получает сотрясение мозга и теряет память. Он полностью забывает, как управлять самолётом. Втайне от Ребекки, Кит и Баламут пытаются заставить его всё вспомнить. Но попытка терпит поражение, при полёте через грозу «Нырок» попадает в штопор и им ничего не остаётся, как спасаться. Балу же не удаётся вовремя выбраться из самолёта из-за заклинившей двери. По рации ему помогает неизвестный диспетчер и «Нырок» всё-таки удаётся благополучно посадить. Диспетчером оказывается бывалый лётчик ас Джо МакГи. Он организовал лётную школу(ведь он стал инвалидом при миссии на поврежденном самолёте, и тот организовал летную школу несмотря на все свои страдания) и помогает Балу вновь вспомнить, как летать и зачем это вообще нужно. Тем временем Кит и Баламут пытаются найти пропавшего друга с воздуха. Починив «Нырок» и обучив Балу пилотированию, Джо хитростью заставляет его полететь, якобы за медпомощью. По пути к доктору, Балу прихватывает Кита и Баламута. Когда они прилетают обратно в школу, выясняется, что ас Джо умер двадцать лет назад, и Балу явился его призрак. На память он забирает фотографию своего «ангела-хранителя». |                                 |                                  |                                                  |
| |                                 |                                  |                                                  |
| 37 | Грозные капитаны                | Captains Outrageous              | 15 ноября 1990 года                              |
| Кит добивается принятия в «Клуб воздушных асов» своего друга, отпрыска богатой семьи, Оскара. Но прежде чем туда вступить, он должен пережить какое-нибудь приключение. Кит, Балу и Баламут совместными усилиями пытаются это приключение устроить, взяв Оскара с собой в полёт якобы для перевоза секретного оружия против пиратов (которое на самом деле является обычным газовым баллоном). Также они планируют сымитировать нападение самих пиратов. Настоящие пираты пытаются похитить Оскара и потребовать за него немалую сумму. Но услышав об оружии и приняв всё всерьез, берут всех друзей в плен. Оскара же не ловят, и он хитростью применяет «оружие» против Карнажа, сумев всех освободить. За проявленную храбрость его берут в клуб. |                                 |                                  |                                                  |
| |                                 |                                  |                                                  |
| 38 | Бандиты и время                 | The Time Bandit                  | 23 ноября 1990 года                              |
| Балу хочет попасть на вечеринку к Луи, но у него туго с деньгами. Ребекка отказывается дать зарплату раньше срока. Тогда Балу, прокравшись ночью к ней в квартиру, подменяет все календари, заставив поверить, что сегодня суббота — день зарплаты. Кроме того, он убеждает работающую на радио подругу Салли объявить субботу вместо пятницы. Однако вместо зарплаты Балу получает от Ребекки выговор за недоставку груза для Тембрии в срок. Ту же передачу по радио слушает полковник Спигот и убеждает Верховного Маршала назначить субботу, чтобы не платить зарплату народу. В связи с тем, что у Балу теперь просроченный путевой лист, «Нырок» арестовывают. Тембрийский судья отпускает Балу и Кита, а Ребекку, как «организатора преступления», приговаривают к расстрелу. Балу решает всем доказать, что сегодня пятница. Он крадёт конфискованный «Нырок» и с его помощью разгоняет тучи, чтобы всем показать пролетающую пятничную комету Клензера. Ребекку отпускают, а Балу приходится в благодарность за услугу идти с Салли на прогулку. |                                 |                                  |                                                  |
| |                                 |                                  |                                                  |
| 39 | По ком звонит колокол?, часть 1 | For Whom the Bell Klangs. Part 1 | 27 ноября 1990 года                              |
| Балу и Луи находятся в отпуске. После очередной неудачной беготни за сокровищами, они решают больше не верить первым встречным красоткам, предлагающим найти клад. Однако в следующий момент им приходится спасать археолога Кэтти Дотт. Она рассказывает, что обнаружила три бронзовых колокольчика — ключ к древнему затерянному городу Тенабула. Сами колокольчики украл чёрный археолог Тадеуш Лязг. Балу и Луи, очарованные Кэтти, хотят ей помочь. Чуть позже злодеи похищают и саму Кэтти, чтобы она рассказала, как активировать древний артефакт. Друзья почти вызволяют её из плена, но им не удаётся убежать от злодеев. На рассвете, Тадеуш звонит в колокольчики, которые приводят в движение гигантские ветряные механизмы в форме скарабеев. Балу, Луи и «Нырок» уносит мощный песчаный вихрь. |                                 |                                  |                                                  |
| |                                 |                                  |                                                  |
| 40 | По ком звонит колокол?, часть 2 | For Whom the Bell Klangs. Part 2 | 28 ноября 1990 года                              |
| Вызванный Тадеушом вихрь откапывает Тинабулу из-под песка. Балу и Луи выбираются из смерча, и их забрасывает в пустыню. Тадеуш с помощью Кэтти исследует город и находит то, что искал — мощное акустическое оружие. С его помощью он направляет на близлежащий город Гафию волну песка и грозится его полностью уничтожить, если жители не принесут ему выкуп. Посланные за злодеем танки также оказываются засыпаны песком. Тем временем Балу и Луи, оседлав песчаную волну, попадают в Тинабулу и вытаскивают Кэтти из плена. Они находят самый большой колокол в городе, с помощью которого вновь его засыпают под тоннами песка и камней, руша все планы Тадеуша. Кэтти отправляется читать лекцию о Тинабуле, а Балу и Луи твёрдо зарекаются провести остаток отпуска без приключений. |                                 |                                  |                                                  |
| |                                 |                                  |                                                  |
| 41 | Гражданин Хан                   | Citizen Khan                     | 3 декабря 1990 года                              |
| Балу, Кит и Баламут, пролетая над пустыней, оказываются сбиты местными шерифами и попадают в маленький городок Камнебум. Несмотря на то, что город принадлежат Хану, им правит шериф Гомер Клегхорн, заставивший пленников втайне от Хана работать в шахте и добывать ценный взрывоопасный минерал Яргониум. У друзей появляется шанс сбежать, когда Баламута по случайности принимают за Хана. Шерифы обещают починить сбитый «Нырок», но в действительности хотят избавиться от незваных гостей. Тем временем инженер Клементина безуспешно пытается добраться до мнимого Хана, чтобы донести до него правду о махинациях местного начальства. Однако Баламута похищают недовольные работники шахты, требуя самолёт, чтобы покинуть город. Шерифы, узнав об этом, запирают Балу с Китом в тюрьме, а сами планируют на рассвете сбежать с Яргониумом. Клементина, успев позвонить настоящему Хану, вызволяет друзей и спешит в шахту выручать Баламута. Шерифы её заваливают, но благодаря смекалке Баламута им всем удаётся выбраться. Когда прилетает настоящий Хан, злодеи пытаются скрыться, но их останавливает экипаж «Нырка».                                                                           |                                 |                                  |                                                  |
| |                                 |                                  |                                                  |
| 42 | Овёс и необычное наказание      | Gruel and Unusual Punishment     | 4 декабря 1990 года                              |
| Балу собирается с Ребеккой на бал пилотов, и хочет устроить ей сюрприз, сбросив пару лишних килограммов. Для этого он направляется на остров в центр похудения Элизабет Тапир. Но из-за масляных пятен на карте случайно высаживается на Острове наказаний — тембрийской тюрьме самого строго режима. По началу, Балу не понимает, что попал не туда, и принимает все наказания и тяготы за специальные упражнения по сбросу веса. Вскоре до него доходит что к чему, как и до друзей, отправившихся его выручать. В тюрьме Балу знакомится с профессором Крэкпоткиным. Он крадёт различные детали, строит из них аэроплан и ночью вместе с Балу улетает из тюрьмы. Однако выясняется, что профессор на самом деле спятивший учёный, пожелавший уничтожить все запасы овса. Он взрывает аэроплан возле хранилища, а Балу вовремя успевает спасти Ребекка. Волна овса поглощает близлежащий город, но друзья высыпают из «Нырка» специальный порошок, который её останавливает. За попытку привести себя в форму Ребекка дарит Балу обтягивающий пояс. |                                 |                                  |                                                  |
| |                                 |                                  |                                                  |
| 43 | С Рождеством, Молли!            | A Jolly Molly Christmas          | 20 декабря 1990 года                             |
| Приближаются рождественские праздники. Молли пишет письмо Санте. Она хочет, чтобы в Кейп-Сюзете пошёл снег, который напоминал маме о днях её юности. Однако сама Молли после очередного обмана взрослых перестаёт верить в существование Санты. Балу договаривается с Луи и везёт Молли к нему, чтобы убедить в обратном. Но Луи в образе Санты оказывается бессилен выполнить её желание. Балу с Китом срочно летят назад, чтобы развеять стиральный порошок по ветру и выдать его за снег. К ним с удовольствием присоединяется и Ребекка. Однако план не удался, поскольку весь порошок был потерян при встрече с пиратами. Ситуация усугубляется, когда Молли раскрывает обман и в истерике убегает от Луи. Друзья все вместе её ищут, а когда находят, то случается чудо — начинается снегопад. |                                 |                                  |                                                  |
| |                                 |                                  |                                                  |
| 44 | Воспитание Балу                 | My Fair Baloo                    | 7 января 1991 года                               |
| Ребекке не с кем пойти на бал богатых предпринимателей, который будет проходить в огромном аэроплане-ресторане «Лось во фраке». Обзвонив всех кандидатов, она предлагает Балу пойти с ней, но при условии, что к торжеству немного подучится хорошим манерам. В этом ему охотно помогают Кит и Баламут. Придя в ресторан, у Балу всё равно не очень получается вести себя прилично. В следующий момент самолёт угоняет гангстер Сыч Капоне и всех берут в заложники. Но Балу в этот момент был в другом зале, поэтому бандиты его не замечают. Он пробирается к контрольным тягам аэроплана, чтобы перехватить самолёт у гангстера. Бандиты убегают с награбленными драгоценностями. Балу берёт управление на себя, но машина окончательно выходит из-под контроля. Ему приходится экстренно приземляться на необитаемый остров. Несмотря на обидные слова неблагодарных богачей, Балу обезвреживает вернувшихся бандитов, и строит воздушный шар, который доставляет всех пассажиров домой в Кейп-Сюзет. |                                 |                                  |                                                  |
| |                                 |                                  |                                                  |
| 45 | Искатели утраченного сокровища  | Waiders of the Wost Tweasure     | 9 января 1991 года                               |
| Балу и Кит летят в лебединую страну Вала-Вала, чтобы доставить сувениры по случаю коронации принцессы. По пути они встречаются с давней соперницей Балу — Планой Джейн, которая по заданию всё той же принцессы должна найти рубиновые крылья. Крылья необходимы, чтобы доказать своё право на трон. Балу хочет поставить на место давнюю конкурентку и также отправляется искать сокровище.. Получив по куску карты, Балу и Джейн летят на поиски. Их преследует кузен принцессы, претендующий на трон. Сначала соперники постоянно норовят помешать друг другу, но в итоге объединяются против кузена, который к тому же оказывается самозванцем. Найдя крылья, и передав их принцессе, Джейн получает награду, но возвращает её, чтобы оплатить долг Балу за утраченные сувениры. |                                 |                                  |                                                  |
| |                                 |                                  |                                                  |
| 46 | Лучшая школа пилотов            | Flight School Confidential       | 10 января 1991 года                              |
| Кит очень хочет сесть за штурвал, но он ещё слишком юный для пилотирования. От одного лётчика доходит слух, что в Тембрии готовят пилотов с двенадцати лет, и Кит немедленно направляется туда. В действительности дети, подготавливаемые в лётной школе под предводительством Спигота, летать не будут. Из-за ошибок в конструкции самолётов, заказанных Маршалом для парада, они получились миниатюрными, и дети нужны, чтобы выдать их за взрослых пилотов и скрыть оплошность. Сами самолёты будут скреплены воедино и управляться взрослым пилотом. Когда Кит узнаёт горькую правду, он крадёт самолёт, пытаясь доказать, что и дети смогут летать. За это его ловят и отправляют на принудительные работы по чистке самолётов. Но Кит не сдаётся, и во время парада отсоединяется от основного строя. Естественно, ему не удаётся справиться с управлением самостоятельно, но его вовремя выручает Балу, прилетевший по приглашению на парад. Друзья вместе улетают домой. |                                 |                                  |                                                  |
| |                                 |                                  |                                                  |
| 47 | Задержание Младенчика           | Bringing Down Babyface           | 17 января 1991 года                              |
| Балу необходимо доставить в Кейп-Сюзет гангстера Полунельсона по кличке «Младенчик» для дальнейшего суда. Бандит хитростью выдаёт себя за полицейского, а настоящего полицейского за себя. В городе ему удаётся скрыться, а очнувшийся полицейский принимает Балу за преступника. Чуть позже подручные Младенчика хватают его и привозят в логово, по ошибке принимая за босса. В логове появляется настоящий Младенчик, а Балу решают устранить, как лишнего свидетеля. Сбежав от банды, он пытается показать логово полиции и доказать свою невиновность, но бандиты успевают скрыться. Тогда Балу просит друзей притвориться гангстерами и помочь ему заманить Младенчика в полицию. План не удаётся и начинается погоня. Балу задерживает всех гангстеров после долгого перелёта по канализации и оправдывается. Но полученную от полиции награду ему приходится отдать за неправильную парковку. |                                 |                                  |                                                  |
| |                                 |                                  |                                                  |
| 48 | Пушки и прыжки                  | Jumping the Guns                 | 21 января 1991 года                              |
| Балу везёт из ресторана Луи заказ для артиллеристов, охраняющих вход в бухту. Тем временем пираты после нескольких неудачных попыток проникнуть на Кейп-Сюзет, наконец придумывают план. Они похищают «Нырок» и под видом Балу, обезвреживают охрану. Балу и Луи летят вслед за пропажей, но добравшись до места, пираты сбрасывают их с утёса. Они падают на дом живущего у подножия скалы ветерана службы Барни, который охотно соглашается помочь обезвредить пиратов. Друзья по скалам добираются до телефона, чтобы предупредить военных о пиратах, но телефонная будка падает вниз. Пираты вновь скидывают Балу и Луи с обрыва, которых Барни ловит на самолёте. Распугав пиратов, Балу и Луи летят вслед за «Нырком» на «Железный гриф», а Барни пытается сбить «Грифа» с помощью оставшихся трёх снарядов. Только с последней попытки он всё же попадает в цель и пираты отступают. |                                 |                                  |                                                  |
| |                                 |                                  |                                                  |
| 49 | Тайны ошибок древности          | In Search of Ancient Blunders    | 30 января 1991 года                              |
| Балу и Баламут доставляют в Песчанию древнюю плиту. Там они знакомятся с археологом Майрой, пытающейся с помощью плиты отыскать пирамиду царя Превосхода. Расшифровав координаты, они находят пирамиду, которая оказывается построенной вверх ногами и принимаемая местными жителями за аэропорт. Откопав вход и забравшись в историческое сооружение, друзья случайно пробуждают мумию строителя, на котором весит проклятье. В то же время пираты хотят заполучить сокровища, спрятанные в пирамиде. Они поднимают её целиком при помощи толстых тросов и своего корабля. Вовремя выбравшись из пирамиды, друзья садятся на «Нырок» и пытаются её отцепить. Мумия же становится на их сторону и помогает порвать тросы. В полёте пирамида переворачивается, в результате чего с мумии снимается древнее проклятье. |                                 |                                  |                                                  |
| |                                 |                                  |                                                  |
| 50 | Последний шанс Луи              | Louie’s Last Stand               | 31 января 1991 года                              |
| Бару Луи исполняется пять лет. На торжество приходит один из сотрудников Хана — Дуглас Бенсон. Пытаясь найти выгодное дело и вложить в него средства, ему приходит на ум купить остров Луи, на что тот даёт категорический отказ. Тогда наведя справки, Бенсон выясняет, что если Луи не будет на острове в полночь на следующий день, то потеряет свою лицензию. Недолго думая, он подделывает подпись Хана и отправляется во главе целой эскадрильи отборных лётчиков. Все посетители разбегаются, и на острове остаются только Балу, Кит и Луи. Друзья всеми силами стараются отбивать атаки Бенсона и эскадрильи. Но в конце концов их загоняют в тупик и не оставляют выбора, кроме как сдаться. Дуглас в порыве злости пытается взорвать бар, но вовремя вмешивается сам Хан. За то, что Бенсон опозорил имя Хана, его увольняют, а клуб по праву возвращают Луи. |                                 |                                  |                                                  |
| |                                 |                                  |                                                  |
| 51 | Глубокие знания                 | Sheepskin Deep                   | 4 февраля 1991 года                              |
| Балу хочет встретиться со своими бывшими одноклассниками, но не получает приглашение на встречу, потому что у него нет аттестата о среднем образовании. Тогда он решает вновь вернуться в школу. Балу становится одноклассником Кита, однако из-за Ребекки, ему приходится разрываться между учёбой и работой. Частые прогулы в результате чуть не приводят к исключению из школы. Но директор даёт ему шанс. Если Балу хорошо напишет итоговый тест, то получит аттестат экстерном. По ходу Ребекка узнаёт о его намерениях и полностью поддерживает, отпуская с работы. После долгой подготовки, Балу проваливается на экзамене из-за единственного вопроса. Но не отчаявшись, он доказывает директору, что на самом деле тест был написан верно. Балу заслуженно получает свой аттестат и идёт на встречу к одноклассникам. |                                 |                                  |                                                  |
| |                                 |                                  |                                                  |
| 52 | Пиццу с неба получай            | Pizza Pie in the Sky             | 5 февраля 1991 года                              |
| В то время, как Ребекка уходит на бизнес-семинар, Балу хочет устроить собственный бизнес и заработать денег. Он вместе с Китом и Луи решает заняться доставкой пиццы на самолёте. Поначалу дела идут не очень гладко, однако вскоре поступает заказ на двести пицц, одна из которых с анчоусами. Поскольку у Луи страшная аллергия на анчоусы, ему становится плохо и Балу с Китом приходится своими усилиями готовить огромный заказ. Готовка происходит при помощи сброса ингредиентов с воздуха, а поджарка прямо в жерле вулкана. С огромным трудом друзья доставляют пиццу заказчику, который оказывается бизнесменом с семинара Ребекки. Им выдают пятьсот долларов, однако заработок приходится отдать санитарному инспектору, всё это время следившему за процессом готовки пиццы. |                                 |                                  |                                                  |
| |                                 |                                  |                                                  |
| 53 | Балу-громовержец                | Baloo Thunder                    | 6 февраля 1991 года                              |
| Балу и Кит навещают своего старого друга инженера Базза, работающего на Хана. В то же время кто-то пытается похитить его секретный проект — вертолёт новой модели. Чтобы этого не допустить, Базз сам на нём улетает в безопасное место. В результате все думают, что это именно Базз и хотел его украсть. Балу пытается рассказать Хану правду. Настоящим похитителем оказывается один из служащих Хана мистер Перри, на самом деле работающий на конкурентов. Хитростью он добивается, чтобы Балу отвёл его к Баззу. Добравшись на место, Перри берёт всех в плен, и требует Базза рассказать, как управлять вертолётом. Друзьям удаётся выбираться из западни. Балу быстро осваивает управление вертолётом и летит к Хану. Сбив самолёт Перри и уйдя от погони, вертолёт вламывается к Хану в офис. Секретный проект возвращают законному владельцу, а Базза оправдывают. |                                 |                                  |                                                  |
| |                                 |                                  |                                                  |
| 54 | Реактивный Балу                 | Bullethead Baloo                 | 7 февраля 1991 года                              |
| Дети из «Клуба воздушных асов» заинтересовались комиксами с участием супергероя Капитана Ракеты. Балу, решая доказать, что и он чего-то стоит, просит Базза сделать для него реактивный костюм, как у ракеты. Сам же Базз по плану должен притвориться злобным роботом. Тем временем Шер Хан прогоняет сумасшедшего учёного Аксолотля со своим роботом МЭТом. Желая отомстить, он перепрограммирует робота на похищение Хана. По стечению обстоятельств в условленном месте Балу встречается с настоящим роботом. Он его прогоняет, но в итоге настоящий Базз рассказывает про план, и инсценировка преступления попадает в газеты. Позже до Балу доходит, чью атаку он отбил. Попытки извиниться перед Ханом и оправдаться ни к чему не приводят. Робот вновь атакует и Балу безуспешно пытается его остановить. Машина похищает Хана и друга Кита Эрни(он принял за Ракету). Балу обводит вокруг пальца злобного доктора и расправляется с роботом, а Кит и другие члены клуба тем временем освобождают Хана. |                                 |                                  |                                                  |
| |                                 |                                  |                                                  |
| 55 | Судьбу не обманешь              | Destiny Rides Again              | 8 февраля 1991 года                              |
| Балу и Кит прилетают в одну горную страну, где встречаются с предсказательницей Уной. Она объявляет Балу «Великим ламой», который должен найти Идол Рока и уничтожить его. Также Уна выдаёт ему ценный браслет с магической силой. Балу поначалу не верит в предсказания и свою судьбу, но всё же отправляется на поиски. По стечению обстоятельств, браслет приводит его и Кита прямиком к пещере с идолом. Но там артефакт отбирает бандит Эль Гато, который уже давно за ним охотился и прекрасно знает о его разрушительной мощи. С помощью идола он рушит пещеру, но Балу удаётся отобрать драгоценность у бандита и убежать. Согласно предсказанию «Великий лама» должен уничтожить идола, но все попытки Балу оборачиваются крахом. Даже выкинув идол за борт в воду, он продолжает преследовать самолёт. Когда Эль Гато настигает «Нырок» на гигантском кондоре, Балу с помощью браслета и идола расправляется с злодеем. Вернувшимся к Уне героям удаётся уничтожить идол с помощью его же силы. |                                 |                                  |                                                  |
| |                                 |                                  |                                                  |
| 56 | Экспериментальная модель        | Mach One for the Gipper          | 11 февраля 1991 года                             |
| Балу и Баламут должны доставить ящик с пикулями. По пути они встречаются со старым знакомым Балу — самодовольным лётчиком Асом Лондоном. Ему поручено доставить на базу ВВС новый экспериментальный реактивный двигатель и впервые его испытать. По ошибке Лондона, ящики при погрузке перепутали, и двигатель попал к Балу. Лондон силой пытается вернуть его назад. Вскоре из-за того, что Ас проболтался по рации, двигатель хочет заполучить и Дон Карнаж. Теперь все охотятся за «Нырком», хотя Балу и сам пытался избавиться от ценного груза. Чтобы уйти от погони, Баламут предлагает использовать этот двигатель. «Нырок» удаётся разогнать до огромной скорости. В итоге двигатель отрывается от самолёта и Балу с Баламутом, зацепившись за реактивный снаряд, летят в сторону базы ВВС. Добравшись до места, генерал ВВС объявляет выговор Асу за стрельбу по гражданским (первым наказанием — доставить за Балу пикули так как сам доставить не может из-за поврежденного и потерянного аэроплана). Балу и Баламут становятся известны, как первые лётчики, преодолевшие звуковой барьер. |                                 |                                  |                                                  |
| |                                 |                                  |                                                  |
| 57 | Я от тебя не отстану!           | Stuck on You                     | 12 февраля 1991 года                             |
| Дон Карнаж пытается в одиночку спуститься на корзине в Кейп-Сюзет и объявить о его захвате. В этот момент мимо пролетает Балу, который цепляет Карнажа «Нырком». Завязывается драка, в результате чего выливается суперклей и они прилипают друг к другу. Врагам приходится временно объединиться, чтобы найти выход из положения. Прилетев в контору, Балу приходится скрывать от Ребекки правду, ведь он договорился с Карнажем, что не выдаст его. По телефону они выясняют у производителя клея, что есть растворитель, но им надо успеть на фабрику до шести вечера. Сбежав от Ребекки, которая подумала, что Балу сошёл с ума, они пытаются долететь до места. Но их атакуют пираты, которые подняли мятеж против Карнажа. Сумев вырваться и долететь до фабрики, Балу и Карнаж в последние секунды прыгают в растворитель и разъединяются. Пираты их догоняют, но Карнаж разбирается с мятежниками и при этом не выдаёт Балу(это с целью не лишиться чести). |                                 |                                  |                                                  |
| |                                 |                                  |                                                  |
| 58 | Пушистые непоседы               | The Sound and the Furry          | 13 февраля 1991 года                             |
| В руки к Баламуту попадают четыре необычных существа — мохнатых лобстеров. Они являются питомцами злобной мошенницы Эдди, которая заставляла их с помощью радиоошейника ломать чужие самолёты для собственной выгоды. Она вскоре находит пропавших зверей и крадёт обратно. Эдди хочет использовать лобстеров на авиашоу, в котором будет участвовать и Балу. Перед соревнованиями к Баламуту попадает тот, который был подсунут в «Нырок». Все остальные питомцы по сигналу портят самолёты один за другим. Поскольку Балу единственный прошёл соревнования, другие пилоты думают, что это он во всём виноват, но лобстер знаками указывает на настоящую виновницу. Эдди уходит, натравив на лётчиков своего аллигатора, но Баламут перехватывает лобстеров, которые сами в итоге и рушат её самолёт. Вскоре лобстеров возвращают домой в страну Байю. |                                 |                                  |                                                  |
| |                                 |                                  |                                                  |
| 59 | Выкуп за тётушку                | The Ransom of Red Chimp          | 20 февраля 1991 года                             |
| К Луи прилетает его тётушка Луиза, которую он ожидает с нескрываемым страхом. Она устраивает в баре настоящую заводную вечеринку, которая приводит к жуткому беспорядку. Все гости довольны, а Луи хочет от неё избавиться и хитростью заставляет улететь раньше срока. Тем временем Дон Карнаж решает похитить тётушку, чтобы получить за неё выкуп в пять миллионов долларов. Но поймав её, на корабле пиратов начинается настоящий беспредел(и при этом она сделала этот корабль — собственный корабль-штаб). Когда Карнаж сам оказывается на борту, тётушка в него влюбляется и пытается его расцеловать. Чуть не обезумев, Карнаж сам отдаёт пять долларов Луи, лишь бы пленницу увезли от него куда подальше. |                                 |                                  |                                                  |
| |                                 |                                  |                                                  |
| 60 | Дорога в Макадамию              | The Road to Macadamia            | 21 февраля 1991 года                             |
| Балу и Луи летят в страну Макадамию, чтобы доставить груз. Однако выясняется, что королевство уже давно банкрот, и им нечем платить. Тогда Балу с Луи прикидываются предсказателями и, выступая перед королём, пытаются так раздобыть деньги за проделанную работу. Но из этой затеи ничего не выходит. Принцесса Лотта предлагает гостям найти сокровища, благодаря которым королевство выйдет из финансового кризиса. Чуть позже выясняется, что все богатства государства украл первый помощник короля, канцлер Трэмбл, чтобы жениться на принцессе. Балу и Луи удаётся разделаться с мошенником и найти пропавшие богатства. Героям же вместо огромной награды выдают ровно столько денег, сколько должны были получить за доставку груза. |                                 |                                  |                                                  |
| |                                 |                                  |                                                  |
| 61 | Ваш почтальон Балу              | Your Baloo’s in the Mail         | 22 февраля 1991 года                             |
| Ребекка выигрывает в лотерею сто тысяч долларов. Но чтобы она получила эти деньги, её счастливый билет должен оказаться в Пазусе на следующий день в восемь часов. Ребекка доверяет отправку письма с билетом Балу, который должен воспользоваться скоростной почтовой доставкой. Но он, думая, что это не сильно важно, тратит все деньги на еду и отправляет письмо самым медленным восемнадцатым классом. Когда Балу с Китом понимают, что было в письме, они втайне от Ребекки пытаются доставить его вовремя, всеми возможными способами помогая крайне медлительным почтальонам. Однако, несмотря на все усилия, друзьям не хватает лишь нескольких секунд. Балу с огромной досадой приходится сказать Ребекке всю горькую правду. В последний момент у них появляется шанс заработать всё те же сто тысяч долларов за редкую почтовую марку восемнадцатого класса, но Балу успевает выкинуть её на свалку. В конце все бросаются в погоню за мусоровозом. |                                 |                                  |                                                  |
| |                                 |                                  |                                                  |
| 62 | Потерянный рай                  | Paradise Lost                    | 25 февраля 1991 года                             |
| Сафари-гид О Рорк предлагает Балу полететь в место, где древняя вода пробивается на поверхность и оживляет джунгли с динозаврами. Из местности планируется сделать заповедник, а Балу положена крупная сумма. Взяв с собой Баламута, новоиспечённые «партнёры» вовремя прилетают в долину и блокируют пещеру с водой, чтобы она не закрылась. Очень скоро друзья понимают, что О Рорк в действительности хочет устроить из джунглей место для охоты на динозавров. Балу под дулом пистолета летит с О Рорком за другими охотниками, а Баламут оставшись в долине вместе с динозаврами останавливает воду. Прилетевшему О Рорку и охотникам вновь предстаёт голая пустыня. Друзья делают вид, что ничего не видели, и не получив никаких доказательств, разозлённые охотники забирают О Рорка с собой. Улетая домой, Баламут втайне от Балу взрывает пещеру и снова оживляет динозавров. |                                 |                                  |                                                  |
| |                                 |                                  |                                                  |
| 63 | Очень маленькая Молли           | The Incredible Shrinking Molly   | 8 апреля 1991 года                               |
| Молли, насмотревшись фильмов ужасов, сбегает из дома в поисках «сумасшедшего учёного». Она попадает в дом доктора Зибалдо, изобретателя уменьшающей машины. Случайно активировав устройство, Молли сильно уменьшается в размерах. Не найдя дочь дома, Ребекка вместе с Балу и Китом идёт в дом к изобретателю. Узнав, что с ней произошло, друзья сами уменьшаются вместе с «Нырком» и летят спасать Молли, за которой начала охоту агрессивная крыса. «Нырку» по пути приходится отрываться от пчелиного роя. Залетев в нору к крысе, Ребекка выпрыгивает из самолёта и хватает Молли. Доктор вновь увеличивает «Нырок», но вместе с ним увеличивает и ту самую крысу. Рискуя жизнью, Молли подключает выпавшую из розетки вилку устройства, и крыса возвращается к прежним размерам. |                                 |                                  |                                                  |
| |                                 |                                  |                                                  |
| 64 | Гости из прошлого               | Bygones                          | 3 мая 1991 года                                  |
| Балу подбирает в воде пилота, утверждающего, что он легендарный Рик Скай, командир пропавшей двадцать лет назад седьмой эскадрильи. Также ходили слухи, что лётчики просто скрылись с государственным серебром, но Рик пытается это опровергнуть. Балу поначалу верит в его слова, но когда Рик крадёт «Нырок», чтобы восстановить честное имя, начинает больше верить Ребекке, назвавшей таинственного пилота самозванцем. Полетев вслед за Риком, Балу попадает в западню к пиратам. Выбравшись оттуда, Рик подтверждает свою личность, показав Балу награду «Лётный крест». Прилетев в холодную местность, они находят эскадрилью, которая, как оказалось, была всё это время заморожена во льдах вместе с серебром. Совместными усилиями пилоты отбивают атаки пиратов. Эскадрилья улетает восвояси, доверяя Балу доставку серебра. После того, как он показывает серебро Ребекке, та убеждается, что видела настоящего Рика Ская. |                                 |                                  |                                                  |
| |                                 |                                  |                                                  |
| 65 | Осторожно, за штурвалом ас!     | Flying Dupes                     | 8 августа 1991 года                              |
| Некий джентльмен просит Балу доставить подарок Верховному маршалу в Тембрию, за что обещает звание «пилот года». В действительности джентльменом оказывается тембрийский оружейник Уолтерс, а в коробке спрятана бомба. Таким образом он намеревается развязать войну с Кейп-Сьюзет, и заставить свой оружейный завод вновь стать востребованным. Тем временем Маршал перекрывает все воздушные коридоры. Чтобы доставить подарок, Балу берётся поработать лётным инструктором для полковника Спигота, который не умеет летать и должен сдать экзамен Маршалу (в случае провала и благодаря своей же глупости — расстрел). Для обучения Спигот открывает все блокпосты. У Уолтерса возникают серьёзные проблемы, поскольку подорвать самого Маршала не входило в его план. Во время уроков, Спигот несколько раз чуть не разбивает «Нырок», а также по глупости навлекает на себя гнев авиации. Добравшись до резиденции Маршала, Спигот сам хочет отнести ему подарок. Лишь за минуту до взрыва, Уолтерс наконец предупреждает всех о бомбе. Заговор проваливается, а Спигот с горем пополам сдаёт свой экзамен.                                                                                               |                                 |                                  |                                                  |